# Ом Джі Ин
Ом Джі Ин (кор. 엄 지은; нар. 18 травня 1987, Інчхон) — південнокорейська борчиня вільного стилю, дворазова бронзова призерка чемпіонатів Азії, учасниця Олімпійських ігор.

## Життєпис
Боротьбою почала займатися з 2002 року.
Виступає за борцівський клуб Чеджу. Тренер — Лі Чан Кун.

## Спортивні результати на міжнародних змаганнях

### Виступи на Олімпіадах
| Змагання                    | Збірна         | Вагова категорія          | Місце |
| --------------------------- | -------------- | ------------------------- | ----- |
| Літні Олімпійські ігри 2012 | Південна Корея | жіноча боротьба, до 55 кг | 14    |

### Виступи на Чемпіонатах світу
| Змагання                        | Збірна         | Вагова категорія          | Місце |
| ------------------------------- | -------------- | ------------------------- | ----- |
| Чемпіонат світу з боротьби 2009 | Південна Корея | жіноча боротьба, до 55 кг | 24    |
| Чемпіонат світу з боротьби 2010 | Південна Корея | жіноча боротьба, до 55 кг | 11    |
| Чемпіонат світу з боротьби 2011 | Південна Корея | жіноча боротьба, до 55 кг | 12    |
| Чемпіонат світу з боротьби 2013 | Південна Корея | жіноча боротьба, до 55 кг | 15    |
| Чемпіонат світу з боротьби 2015 | Південна Корея | жіноча боротьба, до 58 кг | 30    |
| Чемпіонат світу з боротьби 2018 | Південна Корея | жіноча боротьба, до 57 кг | 7     |
| Чемпіонат світу з боротьби 2019 | Південна Корея | жіноча боротьба, до 57 кг | 19    |

### Виступи на Чемпіонатах Азії
| Змагання                       | Збірна         | Вагова категорія          | Місце  |
| ------------------------------ | -------------- | ------------------------- | ------ |
| Чемпіонат Азії з боротьби 2009 | Південна Корея | жіноча боротьба, до 59 кг | Бронза |
| Чемпіонат Азії з боротьби 2011 | Південна Корея | жіноча боротьба, до 55 кг | 5      |
| Чемпіонат Азії з боротьби 2013 | Південна Корея | жіноча боротьба, до 55 кг | 7      |
| Чемпіонат Азії з боротьби 2014 | Південна Корея | жіноча боротьба, до 55 кг | 9      |
| Чемпіонат Азії з боротьби 2016 | Південна Корея | жіноча боротьба, до 55 кг | Бронза |
| Чемпіонат Азії з боротьби 2017 | Південна Корея | жіноча боротьба, до 58 кг | 9      |
| Чемпіонат Азії з боротьби 2018 | Південна Корея | жіноча боротьба, до 59 кг | 5      |
| Чемпіонат Азії з боротьби 2019 | Південна Корея | жіноча боротьба, до 57 кг | 8      |
| Чемпіонат Азії з боротьби 2021 | Південна Корея | жіноча боротьба, до 59 кг | 5      |

### Виступи на Азійських іграх
| Змагання           | Збірна         | Вагова категорія          | Місце |
| ------------------ | -------------- | ------------------------- | ----- |
| Азійські ігри 2010 | Південна Корея | жіноча боротьба, до 55 кг | 8     |
| Азійські ігри 2014 | Південна Корея | жіноча боротьба, до 55 кг | 9     |
| Азійські ігри 2018 | Південна Корея | жіноча боротьба, до 57 кг | 5     |

### Виступи на інших змаганнях
| Змагання                                                     | Збірна         | Вагова категорія          | Місце  |
| ------------------------------------------------------------ | -------------- | ------------------------- | ------ |
| Міжнародний меморіал Дейва Шульца 2010                       | Південна Корея | жіноча боротьба, до 55 кг | 5      |
| Тестовий турнір FILA 2011                                    | Південна Корея | жіноча боротьба, до 55 кг | Бронза |
| Олімпійський кваліфікаційний турнір з боротьби 2012 (Астана) | Південна Корея | жіноча боротьба, до 55 кг | Срібло |
| Золотий Гран-прі з боротьби 2016                             | Південна Корея | жіноча боротьба, до 55 кг | 11     |
| Турнір Дана Колова — Николи Петрова 2017                     | Південна Корея | жіноча боротьба, до 58 кг | 9      |
| Відкритий чемпіонат Китаю з боротьби 2018                    | Південна Корея | жіноча боротьба, до 57 кг | Бронза |
| Турнір Дана Колова — Николи Петрова 2019                     | Південна Корея | жіноча боротьба, до 57 кг | 17     |
| Олімпійський кваліфікаційний турнір з боротьби 2020 (Алмати) | Південна Корея | жіноча боротьба, до 57 кг | 4      |

### Виступи на змаганнях молодших вікових груп
| Змагання                                      | Збірна         | Вагова категорія          | Місце |
| --------------------------------------------- | -------------- | ------------------------- | ----- |
| Чемпіонат світу з боротьби серед юніорів 2007 | Південна Корея | жіноча боротьба, до 59 кг | 15    |